# Comarque d'Écija
La comarque d'Écija est une comarque espagnole située dans la province de Séville, en communauté autonome d’Andalousie.

## Communesde la comarque d'Écija
- Cañada Rosal
- Écija
- Fuentes de Andalucía
- La Luisiana

## Sources
- www.sevillainformacion.org, « Comarcas de Sevilla » (consulté le 15 janvier 2008)

- (es) Cet article est partiellement ou en totalité issu de l’article de Wikipédia en espagnol intitulé « Comarca de Écija » (voir la liste des auteurs).